# Hviezdoslav
Pavol Országh (Vyšný Kubín, 2. veljače 1849. – Dolný Kubín, 8. studenog 1921.), poznatiji pod pseudonimom Hviezdoslav ili Jozef Zbranský, bio je slovački pjesnik, dramaturg, prevoditelj, a jedno vrijeme i zastupnik čehoslovačkog parlamenta. Bio je predstavnik narodnog romantizma u slovačkoj književnosti.

## Životopis
Országh je rođen u Gornjem Kubinu u tadašnjoj Ugarskoj (današnja Slovačka), u siromašnoj obitelji. Njegova majka bila je Slovakinja, a otac Mađar. Školu je završio u Miskolcu i Kežmaroku, a za vrijeme školskih dana pisao je pjesme na mađarskome po uzoru na Sándora Petőfija. Diplomirao je pravo u Prešovu (1870.), a za vrijeme studija počeo je pisati pod pseudonimom Jozef Zbranský, objavivši tako zbirku Pjesnički prvijenci 1868. U Prešovu je sudjelovao u pripremi almanaha Napred, koji označava početak nove generacije u slovačkoj književnosti. Zatim se zaposlio na sudu u Donjem Kubinu. Nakon toga, od 1875. do 1899. bio je odvjetnik u Námestovu, a potom opet u Donjem Kubinu. Od 1875. kao pseudonim koristio je ime Hviezdoslav (dosl. 'Zvjezdoslav'), prije kojeg se koristio pseudonimom Jozef Zbranský.
Godine 1919. imenovan je vođom ponovo osnovane Matice slovačke (slk. Matica slovenská). Književni teoretičari smatraju ga najvažnijim slovačkim pjesnikom svih vremena. Najprije je koristio tradicionalni stil pisanja, a kasnije je pisao pod utjecajem parnasizma i modernizma.
Umro je u Donjem Kubinu u tadašnjoj Čehoslovačkoj (današnja Slovačka). Danas gotovo svaki grad u Slovačkoj nosi ulicu njemu u čast.

## Djela
- Pjesnički prvijenci (»Básnické prviesenky«), zbirka pjesama, 1868.
- Lugareva žena (»Hájnikova žena«), ep, 1886.
- Ežo Vlkolinský, 1890.
- Gábor Vlkolinský, 1897. – 1899.
- Herod i Herodijada (»Herodes a Herodias«), tragedija, 1909.
- Krvavi soneti (»Krvavé sonety«), zbirka pjesama, 1919.
- Lira (»Lyra«), zbirka pjesama, 1921.

Prevodio je djela svjetskih pisaca poput Shakespearea, Puškina, Goethea, Ljermontova, Schillera, Mickiewicza, Słowackoga i Petőfija.